# فاجعه – یک نسل‌کشی
فاجعه - یک نسل‌کشی (آلمانی: Aghet - Ein Völkermord) یک فیلم مستند دربارهٔ نسل‌کشی ارمنی‌ها توسط حکومت ترکان جوان در دوران امپراتوری عثمانی در جریان جنگ جهانی اول است. این فیلم محصول ۲۰۱۰ به کارگردانی اریک فریدلر است. از بازیگران آن می‌توان به مارتینا گدک اشار‌ه‌کرد.

## جوایز
- ۲۰۱۰ - Deutscher Fernsehpreis (بهترین مستند آلمانی)
- ۲۰۱۰ - جایزه انسان‌دوستانه آرمین تی. وگنر
- ۲۰۱۱ - جایزه گریمه
- ۲۰۱۱ - مدال طلایی جهانی جشنواره فیلم نیویورک (بهترین مستند)